# Hydroporus umbrosus
Hydroporus umbrosus es una especie de escarabajo del género Hydroporus, familia Dytiscidae. Fue descrita científicamente por Gyllenhal en 1808.
Esta especie se encuentra en Europa y Asia del Norte (excepto China).